# Теріанус Сатто
Теріанус Сатто (нар. 9 січня 1962)  — начальник Генерального штабу Національно-визвольної армії Західного Папуа (TPNPB).

## Біографія
Теріанус Сатто народився 9 січня 1962 року. Від 1980 року він боровся за незалежність регіону Західне Папуа в Індонезії. Теріанус Сатто воював разом з Матіасом Вендою. .

## Діяльність
Теріанус Сатто приєднався до визвольного руху з 2000 року. Був командиром батальйону Мой. Невдовзі призначений заступником командувача Табі, він зміцнював військову єдність у Папуа у 2012 році. Сатто продовжував боротьбу десятиліттями, тому що був переконаний, що під час боротьби за Папуа військова мрія про єдність повинна відбутися. Мрія була реалізована в 2012 році на саміті TPNPB. Теріанус Сатто став одним із керівників ТПНПБ. TPN було засновано в 1973 році після проголошення незалежності Папуая.

## Начальник Генерального штабу ТПНПБ
Сатто був призначений начальником Генерального штабу ТПНПБ у званні генерал-майора. 